# Élections européennes de 2004 en Lituanie
Les élections européennes se sont déroulées le dimanche 13 juin 2004 en Lituanie pour désigner les 13 députés européens au Parlement européen, pour la législature 2004-2009.

## Résultats
| Parti                                   | Voix      | %    | Sièges |
| --------------------------------------- | --------- | ---- | ------ |
| Parti du Travail (DP)                   | 363,931   | 30.2 | 5      |
| Parti social-démocrate lituanien (LSDP) | 173,888   | 14.4 | 2      |
| Union de la patrie (TS)                 | 151,400   | 12.6 | 2      |
| Union libérale et centriste (LCS)       | 135,341   | 11.2 | 2      |
| Union populaire agraire lituanienne     | 89,338    | 7.4  | 1      |
| Ordre et justice                        | 82,368    | 6.8  | 1      |
| Autres                                  | 209,438   | 17.4 | -      |
| Total                                   | 1,205,704 |      | 13     |
| Votants inscrits :                      | 2,654,336 |      |        |
| Participation :                         | 1,282,634 | 48.3 |        |
| Votes non-valables :                    | 76,930    | 6.0  |        |
| Votes valables :                        | 1,205,704 | 94.0 |        |